# Autorretrato como Santa Catarina de Alexandria
Autorretrato como Santa Catarina de Alexandria é uma pintura de 1615-1617 da artista barroca italiana Artemisia Gentileschi, que a retrata sob o disfarce de Catarina de Alexandria. Atualmente, faz parte do acervo da Galeria Nacional de Londres, que a adquiriu em 2018 por £ 3,6 milhões, incluindo cerca de £ 2,7 milhões do grupo Amigos Americanos.
Foi pintada durante a estadia de Gentileschi em Florença, e é semelhante à sua Santa Catarina de Alexandria (c. 1619), atualmente na Galeria Uffizi. É uma das várias pinturas de mulheres mártires que Gentileschi fez após seu famoso julgamento por estupro em 1612, no qual ela (ao contrário do acusado) foi submetida a tortura para testar a veracidade de seu testemunho.